# Europejski Festiwal Lekkoatletyczny 2007
7. Europejski Festiwal Lekkoatletyczny Dolcan Cup – międzynarodowy mityng lekkoatletyczny, który odbył się na stadionie im. Zdzisława Krzyszkowiaka w Bydgoszczy 10 czerwca 2007.
Na koniec sezonu mityng został sklasyfikowany na drugim miejscu w Europie, jeśli chodzi o zawody z kalendarza European Athletics.

## Rezultaty

### Mężczyźni
| Konkurencja:                  | 1. miejsce              | Rezultat    | 2. miejsce         | Rezultat | 3. miejsce            | Rezultat |
| Bieg na 200 m                 | Dwight Thomas           | 20,32 PB    | Clement Campbell   | 20,35    | Brian Dzingai         | 20,38    |
| Bieg na 800 m                 | Nabil Madi              | 1:45,89     | Justus Koech       | 1:46,35  | Paweł Czapiewski      | 1:46,58  |
| Bieg na 110 m przez płotki    | David Payne             | 13,39       | Andy Turner        | 13,43    | Siergiej Demidiuk     | 13,45    |
| Bieg na 400 m przez płotki    | Marek Plawgo            | 48,88       | Dai Tamesue        | 49,42    | Kemel Thompson        | 49,62    |
| Bieg na 3000 m z przeszkodami | Collins Kosgei          | 8:17,39     | Günther Weidlinger | 8:19,27  | Wesley Kiprotich      | 8:25,00  |
| Skok wzwyż                    | Aleksander Waleriańczyk | 2,27 =SB    | Tomáš Janků        | 2,27     | Wiktor Szapowal       | 2,24     |
| Skok o tyczce                 | Tim Lobinger            | 5,70        | Adam Kolasa        | 5,60     | Przemysław Czerwiński | 5,60     |
| Pchnięcie kulą                | Andrej Michniewicz      | 20,12       | Tomasz Majewski    | 19,90    | Pawieł Łyżyn          | 19,75    |
| Rzut dyskiem                  | Virgilijus Alekna       | 69,43       | Piotr Małachowski  | 65,84    | Gábor Máté            | 64,18    |
| Rzut młotem                   | Primož Kozmus           | 82,30 NR PB | Krisztián Pars     | 81,40 SB | Libor Charfreitag     | 80,87    |

### Kobiety
| Konkurencja:               | 1. miejsce        | Rezultat | 2. miejsce             | Rezultat | 3. miejsce         | Rezultat |
| Bieg na 100 m              | Stephanie Durst   | 11,12    | Iwet Łałowa            | 11,15    | Joice Maduaka      | 11,19    |
| Bieg na 200 m              | Stephanie Durst   | 22,51 SB | LaVerne Jones-Ferrette | 22,64 NR | Cydonie Mothersill | 22,73    |
| Bieg na 1500 m             | Iryna Liszczynśka | 4:06,19  | Lidia Chojecka         | 4:06,71  | Lisa Dobriskey     | 4:06,85  |
| Bieg na 100 m przez płotki | Kellie Wells      | 12,93 SB | Sarah Claxton          | 13,00 SB | Joanna Kocielnik   | 13,37    |
| Bieg na 400 m przez płotki | Sandra Glover     | 55,00    | Anna Jesień            | 55,44    | Andrea Blackett    | 56,15    |
| Skok wzwyż                 | Blanka Vlašić     | 2,00     | Wiktorija Stiopina     | 1,90     | Karolina Gronau    | 1,90     |